# 흑마녀 나가신다!!
흑마녀 나가신다!!(일본어: 黒魔女さんが通る!!)는 이시자키 히로시에 의해 쓰여지고 후지타 카오리에 의해 그림그려진 일본의 어린이 소설 시리즈 중 하나이다. 이 시리즈는 코단샤의 아오이 토리 분코에 2005년 6월부터 2012년 2월까지 발행되었고 연재 중 15권이 발간되었다. 신에이 동화에 의해 애니메이션화 된 애니메이션은 2012년 4월 4일부터 2014년 2월 19일에 NHK E 일본에서 방송되었다. 

## 방송 일시
| 방송 채널 | 방송일                           | 방송 시간 |
| --------- | -------------------------------- | --------- |
| NHK E     | 2012년 4월 4일 ~ 2014년 2월 19일 | 종료      |
| 투니버스  | 2013년 7월 9일 ~ 9월 24일        | 종료      |

## 줄거리
친구의 사랑 별점을 읽기 위해 시도하는 동안, 쿠로토리 치요코(초호야)는 사랑의 정령 큐피드를 불러내려 한다. 하지만 그때 코감기가 걸려서 의도치 않게 규비드를 불러내고 마는데 규비드는 치요코를 흑마녀로 훈련시키고자 한다.

## 등장인물
쿠로토리 치요코(일본어: 黒鳥 千代子) / 초호야
5학년 소녀이다. 초코(チョコ)라는 별명을 가지고 있는데 이는 이름이 비슷하기 때문이다. 코감기에 걸려 예기치 못하게 규비드를 소환한 이후에 규비드에 의해 흑마녀 수련을 받고 있다.
규비드[규빗도](일본어: ギュービッド)
아름답지만 장난기 있는 흑마녀다. 쵸코에 의해 예기치 못하게 소환되었고 그녀를 흑마녀로 훈련시키기로 결심한다.
토카 블로섬[부롯사무](일본어: 桃花・ブロッサム) / 토가 블로섬
마법 학교의 이전 학생이고 규비드의 2년 후배이다.

### 일본판
- 오리카사 후지코 - 쿠로토리 치요코
- 무정 - 규빗도
- 사쿠노 아이루 - 부롯사무

## 목소리출연
- 여윤미 - 초호야
- 박로미 - 규비드
- 정혜옥 - 토가 블로섬

## 제작진
- 원작: 이시자키 히로시
- 캐릭터 원안: 후지타 카오리
- 감독: 야스미 테츠오
- 시리즈 구성: 우에노 키미코
- 캐릭터 디자인·총작화감독: 오오타케 마사에
- 미술감독: 모리오 마키 → 나카지마 미에코
- 색채설계: 이치노세 미요코
- 촬영감독: 시오카와 토모유키
- 음향감독: 오오쿠마 아키라
- 음악: 카바야마 준이치로
- 음악제작: TV 아사히 뮤직, 일본 컬럼비아
- 제작: 신에이 동화
- 제작저작: 「흑마녀 나가신다!!」제작위원회 (신에이 동화, 고단샤, TV 아사히 뮤직, 일본 컬럼비아, 쇼치쿠)
- © Hiroshi Ishizaki·Kaori Fujita/KODANSHA·Kuromajo committee All Rights Reserved

### 우리말 제작진
- 기획: 신동식
- 책임 프로듀서: 석종서, 신길주
- 콘텐츠 제작: 석종서, 신길주, 김미경, 최우석, 박용진, 김종민, 이종혁, 김진아, 이수민
- 편성 마케팅: 고은주, 이현정, 연보경, 이민순, 강유미, 김민지, 남궁진아, 강한별, 조승희, 이세영, 김수연
- 캐릭터 전략: 하세정, 김민정, 김부경, 오창문, 우예림, 이명일, 전근기
- 브랜드 디자인: 장우신, 김백준, 안희련, 신경숙, 홍지예, 배성균, 김유나, 김윤경
- 글로벌사업: 한지수, 하나래, 김택상, 이은선, 김보석, 이진희, 성인영, 이재희, 박두리
- 키즈사업: 백승진, 윤여민, 김윤중, 손영은, 성수희, 신정수, 김은주, 오지미, 김아람, 이선희, 이지영, 안정란
- 녹음&믹싱: 이성주, 김수현
- 종합편집: 김지선
- 화면수정: 서선지, 도여진, 고은아, 엄지현
- 번역: 권이강
- 연출: 유선주
- 우리말 제작: Tooniverse

### 주제가

#### 국내판
〈두근 두근 Oh yeah!〉
가수: 이정은
녹음&믹싱: 최지걸
〈페스티파티!〉
노래: 여윤미
녹음: 파린슐츠
믹싱: 이성주